# Haydeé Navarra
Haydeé Navarra (Xalapa-Enríquez, Veracruz de Ignacio de la Llave; 19 de junio de 1980) es una actriz mexicana. Estudió la carrera de ciencias de la comunicación. En 1998 llega a la Ciudad de México para estudiar actuación en el centro de educación artística de televisa (cea). 
Su primera oportunidad se le da en el 2000 en la telenovela amigas y rivales incorporándose el mismo año a la telenovela así son ellas donde Raúl Araiza le da la primera oportunidad de hacer una villana. Corazones al límite, bajo la misma piel, sueños y caramelos, barrera de amor, bajo la misma piel, zacatillo, una familia con suerte la han consolidado como villana dentro de los melodramas de televisa. 
En teatro recibe la oportunidad de protagonizar La señora Presidenta al lado del primer actor Gonzalo Vega. Y más tarde en vaselina el musical. 
También ha incursionado en cine, teatro y televisión. Después de haber participado en la serie Senora acero 3 y 4 con Telemundo, participó en el reality Inseparables, Amor al Límite nuevamente para la empresa Televisa donde, junto a su esposo Adolfo Argudín fueron los ganadores del primer lugar. , el premio lo usarían para tener un hijo , pero se lo gastó en viajes. 

## Biografía
Estudió Ciencias de la Comunicación y al terminar sus estudios de Universidad su padre fallece, lo cual provoca que cambie de residencia a la Ciudad de México. Allí estudió actuación en el Centro de Educación Artística de Televisa (CEA).
El productor Raúl Araiza le dio su primera oportunidad de participar dentro del mundo de las telenovelas, su debut lo realiza en la historia Así son ellas. Posteriormente trabajó en Amigas y rivales y Bajo la misma piel.
En 2004 participó en Corazones al límite, además se fue de gira con la obra de teatro Cómo olvidar mi pasado.
En 2006 regresó a las telenovelas con Heridas de amor, y en 2008 protagonizó un capítulo de la serie dramática La rosa de Guadalupe.
En 2011 posa totalmente desnuda para la edición de octubre de la Revisa H Extremo.

## Telenovelas
| Año       | Título                            | Personaje           |
| --------- | --------------------------------- | ------------------- |
| 2001      | Amigas y rivales                  |                     |
| 2002      | Así son ellas                     | Lorena              |
| 2003      | Bajo la misma piel                | Sandy               |
| 2004      | Corazones al límite               | Bianca de la Torre  |
| 2004      | Mujer de madera                   | Flor                |
| 2005      | Sueños y caramelos                | Soraya              |
| 2005      | Barrera de amor                   | Gloribel / Berenice |
| 2005      | Piel de otoño                     | Lucrecia            |
| 2006      | Heridas de amor                   | Carolina Molinar    |
| 2008      | Fuego en la sangre                | Mireya              |
| 2008      | Mañana es para siempre            | Sofía               |
| 2009      | En nombre del amor                | Míriam              |
| 2010      | Zacatillo, un lugar en tu corazón | Patricia Soria      |
| 2011      | Dos hogares                       | Minerva             |
| 2011-2012 | Una familia con suerte            | Gregoria            |
| 2022      | Amor dividido                     | Sofía Larios        |
| 2022      | Corazón guerrero                  | Dra. Sabina Vega    |
| 2023      | Eternamente amándonos             | Aranza              |
| 2023      | Vencer la culpa                   | Nancy Argüellos     |

## Series
| Año       | Título           | Personaje                                         |
| --------- | ---------------- | ------------------------------------------------- |
| 2009      | Adictos          | Andrea Sosa                                       |
| 2016-2017 | Señora Acero     | Ximena Ladrón de Guevara / Rocío Díaz de Martínez |
| 2022      | Donde hubo fuego | Begoña                                            |

## Programas unitarios de televisión
| Año           | Título                       | Personaje    | Notas/Descripción             |
| ------------- | ---------------------------- | ------------ | ----------------------------- |
| 2006          | Mujer, casos de la vida real | Varios roles | Varios capítulos              |
| 2008-presente | La rosa de Guadalupe         | Varios roles | Varios capítulos              |
| 2009          | Plantados                    | Varios roles | Participación especial        |
| 2012-presente | Como dice el dicho           | Varios roles | Varios capítulos              |
| 2019          | Esta historia me suena       | Mucama       | «Episodio 2: Reggaetón Lento» |

## Teatro
| Año       | Título                 | Rol/Personaje          | Notas/Descripción         |
| --------- | ---------------------- | ---------------------- | ------------------------- |
| 2004      | Cómo olvidar mi pasado | Participación especial | Hizo gira de teatro       |
| 2011-2015 | La señora presidenta   | Presidenta             | Protagonista              |
| 2013-2014 | Vaselina el musical    | Chacha                 | Obra musical              |
| 2015      | Crimen de acero        | Personaje principal    | Obra de terror y suspenso |

## Conducción
| Año  | Título          | Rol        | Notas/Descripción   |
| ---- | --------------- | ---------- | ------------------- |
| 2014 | Los 15 que soñé | Conductora | Debut en conducción |

## Realitys Show
| Año  | Título                       | Rol                          | Notas/Descripción                       |
| ---- | ---------------------------- | ---------------------------- | --------------------------------------- |
| 2014 | Esto es guerra               | Participante                 | Debut en realitys show / «Capítulo: 67» |
| 2019 | Inseparables: amor al límite | Participante                 | Ganadora                                |
| 2022 | Reto 4 Elementos             | Competidora (Equipo Actores) | 4.ª eliminada                           |

## Programas de TV
| Año  | Título               | Rol        | Notas/Descripción            |
| ---- | -------------------- | ---------- | ---------------------------- |
| 2017 | Noches con Platanito | Ella misma | Invitada                     |
| 2018 | SNSerio              | Ella misma | Invitada                     |
| 2019 | Pinches famosos      | Ella misma | Invitada en el «Episodio:11» |

## Películas
| Año  | Título          | Personaje      | Notas/Descripción |
| ---- | --------------- | -------------- | ----------------- |
| 2007 | Mosquita muerta | Chica Baseball | Debut en cine     |